# Чареме
Чареме — вулкан, расположенный в Индонезии, в западной части острова Ява, на территории национального парка «Гора Чареме» (индон. Taman Nasional Gunung Ciremai, TNGC). Кратер вулкана находится на высоте 3 078 метров и является самой высокой точкой в провинции Западная Ява. Последний всплеск активности был зарегистрирован в 1951 году.
Вулканический комплекс Чареме находится на пересечении поперечных и продольных разломов и сложен толщами различного возраста. Древняя толща оливиновых базальтов образует вулканический щит Древний Чареме диаметром 30 км, насаженный на миоценовые отложения. Его вершина осложнена кальдерой Тегер-Халанг диаметром 5 км. Более поздний правильный конус Юный Чареме сложен гиперстеновыми авгитовыми андезитами диаметром 12 км. Насажен на северный борт кальдеры Тегер-Халанг и частично перекрывает её. На вершине Юного Чареме находятся кратеры.
На горе Чиремай, как и на многих других горах Явы, в последние десятилетия происходит серьезное обезлесение. По данным конца 2012 года, уничтожение лесов на горе Чиремай достигло 4000 га из общей площади 15000 га. Причинами называют незаконную вырубку леса, добычу песка (часто для строительства в близлежащих районах) и лесные пожары. Последствия такого обезлесения в районе Чиребона включают обширное заиливание рек, впадающих в Яванское море, и более частые наводнения в низменных районах.